# William Pery (3e comte de Limerick)
William Hale John Charles Pery (17 janvier 1840 – 8 août 1896) est un pair irlandais et un politicien conservateur. Il sert comme capitaine des Yeomen de la garde sous Lord Salisbury entre 1889 et 1892 et de nouveau entre 1895 et sa mort en 1896. En 1892, il est fait Chevalier de l'Ordre de Saint-Patrick.

## Biographie
Il est le fils de William Pery, 2e comte de Limerick, et de sa première épouse Susanna, fille de William Sheaffe. Sa mère est décédée quand il avait l'âge d'un an .
Lord Limerick succède à son père dans le comté en 1866 et prend place sur les bancs conservateurs de la Chambre des lords. Lorsque les conservateurs sont arrivés au pouvoir sous Lord Salisbury en 1886, il est nommé Lord-in-waiting.
En 1889, il est promu capitaine des Yeomen de la garde  poste qu'il occupe jusqu'en 1892, puis entre 1895 et sa mort en 1896.
En 1889, il est admis au Conseil privé ,. Limerick est également sous-lieutenant et juge de paix et aide de camp de la reine Victoria. En 1892, il est fait Chevalier de l'Ordre de Saint-Patrick .

## Famille
Lord Limerick a été marié deux fois. Il épouse d'abord sa cousine, Caroline Maria, fille du révérend Henry Gray, le 28 août 1862. Ils ont eu un enfant, William Pery (4e comte de Limerick). Caroline est décédée le 24 janvier 1877. Limerick épouse ensuite Isabella, fille de James Charles Henry Colquhoun, le 20 octobre 1877. Ils ont plusieurs enfants, dont Edmund Pery (5e comte de Limerick) .
Lord Limerick est décédé en août 1896, à l'âge de 56 ans, et son fils de son premier mariage, William, lui succède. La comtesse de Limerick s'est remariée avec le major Sir Edmund Elliot en 1898 et est décédée en novembre 1927 .